# Victoria, Hồng Kông
Thành phố Victoria (City of Victoria) từng là thủ phủ của Hồng Kông thuộc Anh. Trước đây thành phố được đặt tên là Queenstown nhưng về sau được biết đến nhiều hơn với cái tên là Victoria. Đây là một trong những đô thị đầu tiên tại Hồng Kông và luật pháp thời đó còn ghi rõ vị trí ranh giới của thành phố này. Hiện nay một số văn phòng chủ chốt của chính quyền Hồng Kông vẫn còn nằm trong địa phận của thành phố này.
Trung tâm thành phố thời đó là quận Trung Hoàn (nay là phường Trung Hoàn, quận Trung Tây, đảo Hồng Kông). Về sau thành phố mở rộng diện tích rồi lập ra các địa phương mới như phường Thượng Hoàn, phường Loan Tể, phường Bào Mã Địa, phường Bán Sơn, trấn Kennedy, Thạch Đường Chủy, Tây Doanh Bản, Long Hổ Sơn, Đông Giác, Đồng La Loan và cái tên Victoria dần dần bị thay thế bằng tên Trung Hoàn. Tuy vậy vẫn còn một số nơi vẫn còn giữ địa danh cũ như Công viên Victoria, đồi Victoria, cảng Victoria, nhà tù Victoria, một số đường phố hay trong tên của một số tổ chức như quận Victoria City thuộc Tổng hội Hướng đạo Hồng Kông, Liên đoàn Thanh niên Victoria.

## Lịch sử
Vào năm 1857, chính quyền Hồng Kông mở rộng địa bàn thành phố Victoria và lập ra bốn quận (hoàn), đó là:
- Quận Tây Hoàn, nay là phường Tây Hoàn, quận Trung Tây; từ trấn Kennedy tới phòng khám đa khoa Hội Đua ngựa Tây Doanh Bản.
- Quận Thượng Hoàn, nay là phường Thượng Hoàn, quận Trung Tây; từ phòng khám đa khoa Hội Đua ngựa Tây Doanh Bản tới ngã tư phố Wellington và đại lộ Nữ Vương.
- Quận Trung Hoàn, nay là phường Trung Hoàn, quận Trung Tây; từ ngã tư phố Wellington và đại lộ Nữ Vương tới tòa nhà Ngân hàng Trung Quốc chi nhánh Hồng Kông.
- Quận Hạ Hoàn, nay là phường Loan Tể, quận Loan Tể; từ tòa nhà Ngân hàng Trung Quốc chi nhánh Hồng Kông đến vịnh Đồng La.

Bốn quận này còn được chia thành các phường (ước):
| 1870          | 1881             | 1890          | 1917-1928        | 1930             |
| /             | /                | Trấn Kennedy  | Trấn Kennedy     | Trấn Kennedy     |
| /             | Thạch Đường Chủy | /             | Thạch Đường Chủy | Thạch Đường Chủy |
| /             | /                | Tây Giác      | /                | Tây Hoàn         |
| Tây Doanh Bản | Tây Doanh Bản    | Tây Doanh Bản | Tây Doanh Bản    | Tây Doanh Bản    |
| Thượng Hoàn   | Thượng Hoàn      | Thượng Hoàn   | Thượng Hoàn      | Thượng Hoàn      |
| Thái Bình Sơn | Thái Bình Sơn    | /             | Thái Bình Sơn    | Thái Bình Sơn    |
| Trung Hoàn    | Trung Hoàn       | Trung Hoàn    | Trung Hoàn       | Trung Hoàn       |
| Hạ Hoàn       | Hạ Hoàn          | Hạ Hoàn       | Hạ Hoàn          | /                |
| /             | Loan Tể          | Loan Tể       | Loan Tể          | /                |
| Hoàng Nê Dũng | Bowrington       | /             | Bowrington       | Bowrington       |
| Tảo Can Phố   | Tảo Can Phố      | Đông Giác     | /                | Tảo Can Phố      |
| /             | /                | Causeway      | /                | /                |
| /             | /                | /             | /                | Đại Khanh        |
| /             | /                | Bắc Giác      | /                | Bắc Giác         |

Thành phố được đặt tên theo tên của Nữ vương Victoria vào năm 1843, thủ phủ thành phố xưa nay là phường Trung Hoàn, quận Trung Tây, đảo Hồng Kông. Địa phận thành phố xưa ứng với địa phận của các phường Trung Hoàn, Thượng Hoàn, Loan Tể, Bán Sơn và các khu phố Kim Chung, Đông Giác, Thạch Đường Chủy, Bào Mã Địa, Thiên Hậu và trấn Kennedy tại đảo Hồng Kông.

## Ranh giới
Luật pháp Hồng Kông quy định vị trí các ranh giới thành phố như sau:
- Phía Bắc: Cảng Victoria;
- Phía Tây: Một đường kẻ dọc từ góc Tây Bắc của lô Nội địa số 1299 và kéo dài về phía Nam một khoảng bằng 850 feet (259.08 m);
- Phía Nam: Một đường kẻ ngang về phía Đông từ điểm cực nam của ranh giới phía Tây đến phần đường đẳng cao 700 feet phía Bắc đồi Long Hổ, kéo dài tới khi gặp ranh giới phía Đông;
- Phía Đông: Một đường dọc theo bờ Tây bãi tàu Chính phủ tại vịnh Đồng La, tới phía Tây phố Hưng Phát rồi kẻ dọc theo phía bắc đường Causeway tới phố Moreton Terrace, tiếp tới kẻ dọc theo phía Tây phố Moreton Terrace tới góc Đông Nam lô Nội địa 1580 thì kéo dài thêm 80 feet, rồi kẻ dọc theo phía Bắc đường Miên Hoa và kéo dài tới phía Tây đường Hoàng Nê Dũng (phía Đông thung lũng Hoàng Nê Dũng). Kẻ tiếp tới góc Đông Nam của lô Nội địa 1364 rồi kéo dài cho tới khi gặp ranh giới phía Nam.

Vào năm 1903, chính quyền Hồng Kông khánh thành một số cột mốc ranh giới thành phố, trên cột ghi dòng chữ "City Boundary 1903" (tức là "Ranh giới thành phố 1903"). Các địa điểm cắm mốc là đường Hatton, đường Bạc Phù Lâm, đường Bowen, đường Cựu Sơn Đỉnh, đường Hoàng Nê Dũng, phố Victoria và đường Mã-kỷ-tiên Hạp. Cột mốc trên đường Mã-kỷ-tiên Hạp không không còn tồn tại vào giữa tháng Bảy năm 2007. Trong năm 2021 đã có thêm ba cột mốc ranh giới được tìm thấy.

## Các phường
Còn có tên khác là "ước".
- Trấn Kennedy, đảo Hồng Kông
- Thạch Đường Chủy
- Tây Doanh Bản
- Thái Bình Sơn
- Thượng Hoàn
- Trung Hoàn
- Hạ Hoàn (nay là Kim Chung)
- Bowrington (tên khác là Nga Cảnh, nay nằm giữa phường Loan Tể và vịnh Đồng La)
- Tảo Can Phố
- Bào Mã Địa
- Đồng La Loan